# Mundito Espinal
Rafael Edmundo „Mundito“ Espinal Hernández (* 3. September 1934 in La Romana; † 12. August 2015) war ein dominikanischer Journalist, Moderator und Komponist.
Espinal verließ mit seinen Eltern, die Gegner der Diktatur Trujillos waren, im Alter von dreizehn Jahren die Dominikanische Republik. In New York wurde er Mitglied der Partido Revolucionario Dominicano.
Ab 1971 produzierte er das Rundfunkprogramm De todo un poco, später mit seiner Frau Milagros Gracía das gleichnamige Fernsehprogramm. Als Komponist wurde er mit Liedern wie Salsa pa tu lechón, Llegó Navidad, Consejos de Navidad und Llegó Nochebuena otra vez bekannt. Nada und Viejo amigo wurde von Anthony Ríos aufgenommen, Un imposible von Camboy Estévez, Piénsalo und La noche está triste von Fernando Casado und Mayra von Fernando Villalona.
Espinal litt im Alter an den Folgen eines Diabetes und starb achtzigjährig an einem Lungenödem.